# Tirreno–Adriatico 2007
Das 42. Radrennen Tirreno–Adriatico fand vom 14. bis 20. März 2007 statt. Es wurde in sieben Etappen über eine Distanz von 1.112,5 Kilometern ausgetragen.

## Etappen
| Etappe    | Tag      | Start–Ziel                                        | km         | Etappensieger      | Gesamtführender    |
| --------- | -------- | ------------------------------------------------- | ---------- | ------------------ | ------------------ |
| 1. Etappe | 14. März | Civitavecchia–Civitavecchia                       | 175        | Robbie McEwen      | Robbie McEwen      |
| 2. Etappe | 15. März | Civitavecchia–Marsciano                           | 202        | Alexander Arekejew | Alexander Arekejew |
| 3. Etappe | 16. März | Marsciano–Macerata                                | 213        | Riccardo Riccò     | Alexander Arekejew |
| 4. Etappe | 17. März | Pievebovigliana–Offagna                           | 161        | Riccardo Riccò     | Riccardo Riccò     |
| 5. Etappe | 18. März | Civitanova Marche–Civitanova Marche Alta          | 20,5 (EZF) | Stefan Schumacher  | Stefan Schumacher  |
| 6. Etappe | 19. März | San Benedetto del Tronto–Giacomo Monti della Laga | 164        | Matteo Bono        | Andreas Klöden     |
| 7. Etappe | 20. März | Civitella del Tronto–San Benedetto del Tronto     | 177        | Koldo Fernández    | Andreas Klöden     |